# Renault Initiale Paris (2013)
La Renault Initiale Paris è una concept car monovolume prodotta dalla casa automobilistica francese Renault e presentata nel 2013 al salone dell'automobile di Francoforte.

## Contesto
Creata dal team di Laurens van den Acker, con questo veicolo Renault ha svelato la sesta e ultima concept car nella sua strategia “Ciclo della vita”, illustrata dai “petali” di un fiore. Il concetto rappresentato dall'automobile è la “Saggezza”, esprimendo apertura mentale e la capacità di godersi la vita al massimo concentrandosi sui sentimenti e sul piacere. 
Essa preannuncia l'arrivo della Renault Espace V presentata al salone dell'automobile di Parigi 2014.
La Renault Initiale Paris del 2013 è la seconda concept car a portare questo nome per il marchio della losanga; un precedente concept era stato presentato nel 1995 al salone dell'automobile di Ginevra, e si trattava allora di una berlina di lusso.

## Stile
François Leboine, designer dell'Initiale Paris, commenta: "La concept car Initiale Paris è un concentrato del meglio di Renault, accarezzando i sensi attraverso stile e innovazione."
L'Initiale Paris è lunga 4,85 metri e presenta uno stile di carrozzeria crossover che combina le caratteristiche di una berlina, di un SUV, come testimoniano le grandi ruote da 22 pollici, e di una monovolume. Il design della carrozzeria è ispirato all'architettura e all'aeronautica, unendo robustezza e leggerezza. Il profilo dei finestrini laterali ricorda una piuma, mentre il finestrino posteriore riprende la forma della coda di un aeroplano, con sportelli aerodinamici motorizzati che si aprono lateralmente, come i flap dell’ala di un aereo.  
Il tetto in alluminio e plexiglass raffigura con forme piene e in trasparenza una mappa di Parigi, mostrando i quartieri, le avenue della città e il fiume Senna, rendendo omaggio alle origini di Renault. La carrozzeria è di colore “Améthyste” che passa dal nero metallizzato profondo al viola prugna luminoso, a seconda della luce e dell'angolo di osservazione.  
Il motivo grafico a diamante è presente sulla griglia, sulle ruote e sui lati del veicolo, collegando esterno e interno. La struttura fa riferimento a monumenti parigini come il Grand Palais e la Torre Eiffel. La lettera “I” di Initiale Paris è raffigurata sulle fiancate del veicolo e al centro delle ruote. 

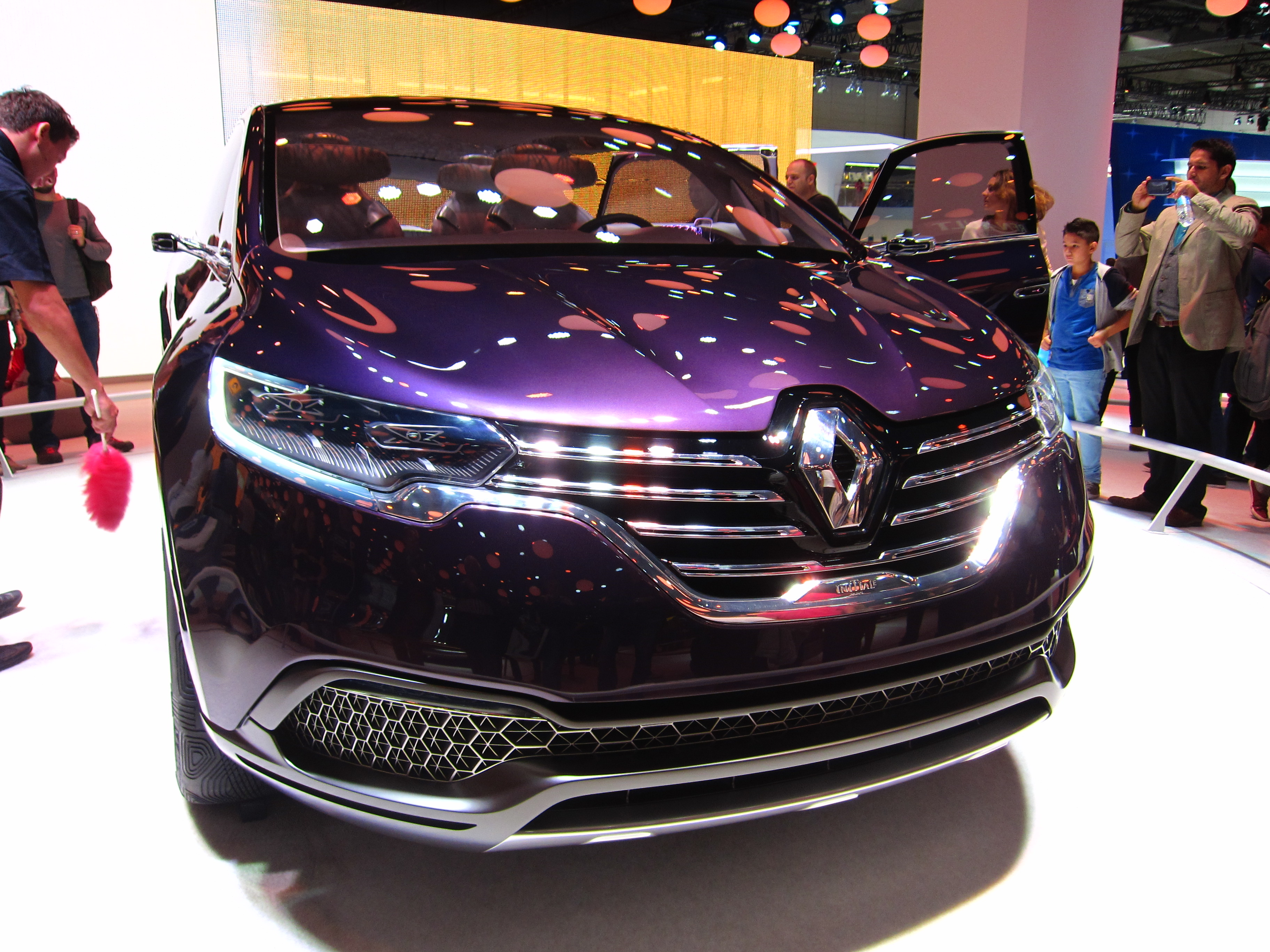
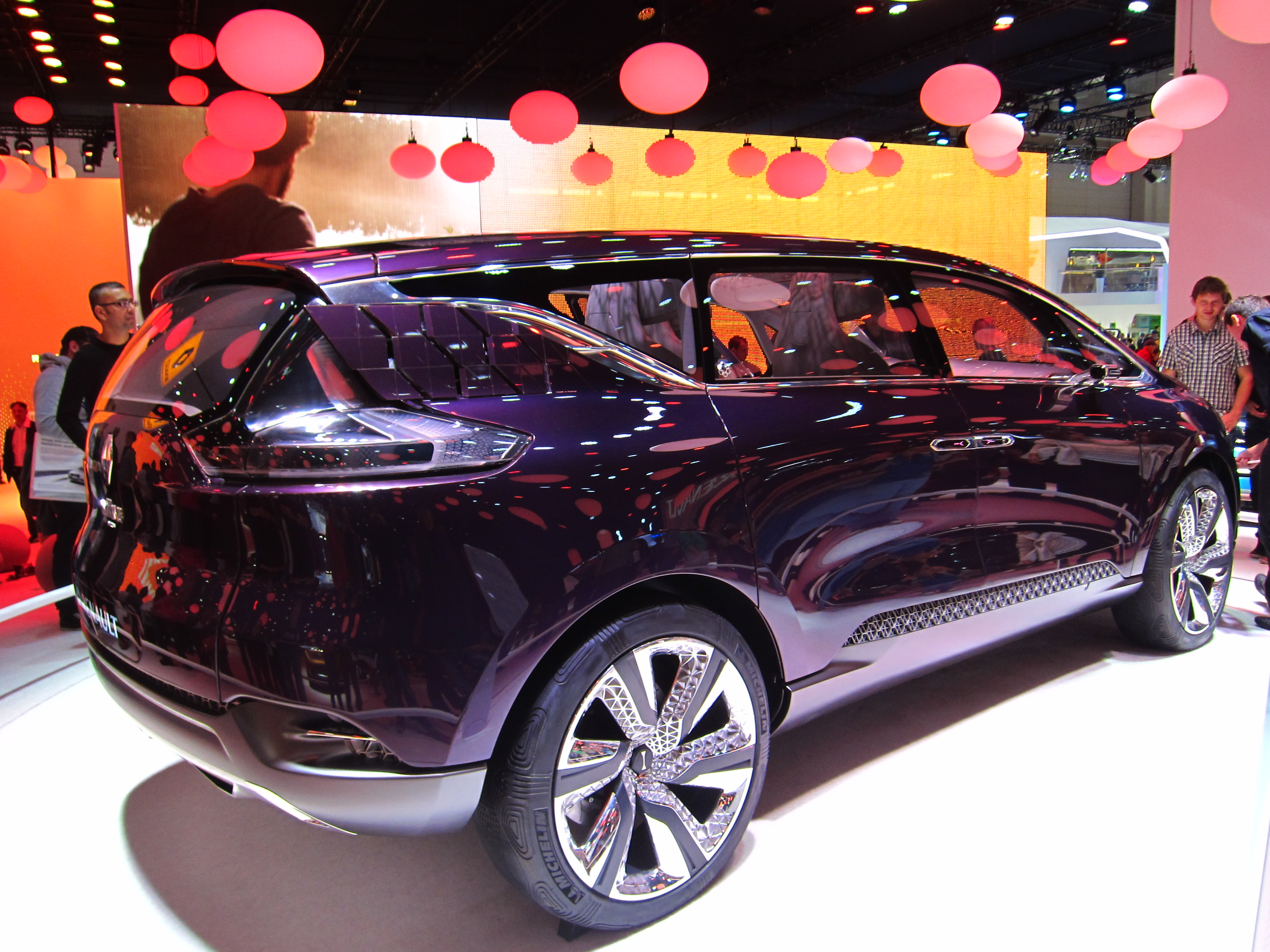

I gruppi ottici a LED, dotati anteriormente di un meccanismo che evoca lo sbattere delle palpebre, le conferiscono una firma luminosa distintiva.  Le luci posteriori sono posizionate in armonia con le linee dell'auto.
L'interno dell'Initiale Paris è ispirato a quelli degli aerei executive.  L’accesso all’interno del veicolo avviene tramite l'apertura delle portiere a movimento contrapposto e con l'assistenza di una pedana motorizzata.  Ulteriori riferimenti all’aeronautica di lusso sono i sedili tipo poltrona "grand confort" fissati al tunnel centrale nelle prime due file, la leva del cambio profilata, le guide luminose presenti nell'intero abitacolo e le forme che richiamano il motivo della coda utilizzato all'esterno.  
Il pavimento, costituito da una combinazione di legno opaco e alluminio, sottolinea l'ambiente di lusso che accoglie gli occupanti una volta seduti all'interno. L'intarsio conferisce un senso di rilievo attraverso un movimento ondulato che attraversa la sua superficie. 
La console centrale, priva di montanti laterali, risulta sospesa sopra il pavimento dell'abitacolo e ospita due schermi che mostrano video e informazioni sui punti di interesse nell'area circostante.    Gli schermi sono integrati nella superficie della console e si fondono con l'impiallacciatura in legno opaco. La visione posteriore è assicurata da sottili telecamere che fungono da specchi retrovisori.
Nella terza fila è stata installata una panchetta costituita da lamine mobili indipendenti, che permettono, grazie alla loro modularità, varie combinazioni di utilizzo.  
La vettura accoglie i passeggeri con una firma sonora del compositore e designer acustico Andrea Cera.   Il sistema audio a 32 canali personalizzato è stato progettato da Bose e include otto casse esclusive "Personal surround", sette casse "Bass-reflex", due subwoofer e un amplificatore digitale a 12 canali.  
Gli interni offrono anche variazioni di luce e atmosfera in base all'ora del giorno: di giorno, la luce naturale è diffusa dall'alto attraverso il tetto, creando un gioco di luci e ombre. Di notte, le fonti di luce soffusa avvolgono tutti gli occupanti in un'atmosfera notturna rilassante. Le guide luminose presenti sopra il quadro strumenti si accendono e si spengono in sincronia con il movimento dell'auto.

## Caratteristiche tecniche
La concept è motorizzata da un quattro cilindri diesel, basato sul propulsore Energy dCi 130, con una cilindrata di 1,6 litri, una potenza di 130 CV e 400 Nm di coppia massima, accoppiato a un cambio a doppia frizione EDC a 6 rapporti fornito da Getrag. 
Con l'introduzione di questo motore, Renault ha sviluppato due nuove tecnologie, ovvero il twin-turbo con un piccolo turbo a bassa inerzia dedicato ai bassi regimi e un secondo turbo che entra in funzione ai regimi più elevati. Così facendo, il 90% della coppia è disponibile a partire da 1500 giri/min. La seconda tecnologia è il comando Shift-by-Wire per la trasmissione EDC: questa soluzione, utilizzata in Formula 1, favorisce la precisione e la morbidezza dei comandi, permettendo di avere una leva del cambio più sottile e una console flottante priva di cavi.  
Un’ulteriore caratteristica di questo motore è l’utilizzo di pistoni cavi in acciaio, che riducono gli attriti e i consumi grazie a una minore dilatazione termica rispetto ai pistoni in alluminio. L'insieme delle tecnologie adottate, associato a una riduzione del peso di 250 kg rispetto alla Grand Espace, consente di ottenere un risparmio del 25% nei consumi e una riduzione di 40 g/km nelle emissioni di CO2.  